# Decauville-Bahn im Vallée d’Orle
| Erzwäsche in Lascoux, um 1900 |                     |                           |                          |
| Streckenverlauf der Feldbahnen (rot) und Seilbahnen (gelb) |                     |                           |                          |
| Streckenlänge: | ca. 9 km            |                           |                          |
| Spurweite: | 600 mm (Schmalspur) |                           |                          |
| |                     |                           |                          |
| \| \| \| \| m ü.d.M. \| \| \| 0 \| Talstation Artiguepla \| 698 m \| \| \| \| Schienenseilbahn \| \| \| \| 1 \| Bergstation Tuc de Lauzat \| 1245 m \| \| \| \| Acht Tunnel \| \| \| \| 9 \| La Hounta \| 1255 m \| \| \| \| Luftseilbahnen \| \| \| \| \| Mine de Boularic[1] S. 67 \| 1560–1700 m \| \| \| 11,2 \| Port d’Orle Frankreich \| 2330 m \| \| \| \| Grenze \| \| \| \| 14,2 \| Mine de Fourcaye Spanien \| Mine de Fourcaye Spanien \| |                     |                           |                          |
| |                     |                           | m ü.d.M.                 |
| U-Bahn-Betriebs-/Güterbahnhof Streckenanfang (Strecke außer Betrieb) | 0                   | Talstation Artiguepla     | 698 m                    |
| U-Bahn-Strecke (außer Betrieb) |                     | Schienenseilbahn          | Schienenseilbahn         |
| U-Bahn-Kopfbahnhof mit Eisenbahn Streckenende und Streckenanfang (Strecke außer Betrieb) | 1                   | Bergstation Tuc de Lauzat | 1245 m                   |
| Tunnel (Strecke außer Betrieb) |                     | Acht Tunnel               | Acht Tunnel              |
| U-Bahn-Betriebs-/Güterbahnhof Streckenanfang (Strecke außer Betrieb) · Betriebs-/Güterbahnhof Streckenende (Strecke außer Betrieb) · U-Bahn-Betriebs-/Güterbahnhof Streckenanfang (Strecke außer Betrieb) | 9                   | La Hounta                 | 1255 m                   |
| U-Bahn-Strecke (außer Betrieb) · U-Bahn-Strecke (außer Betrieb) |                     | Luftseilbahnen            | Luftseilbahnen           |
| U-Bahn-Betriebs-/Güterbahnhof Streckenende (Strecke außer Betrieb) · U-Bahn-Strecke (außer Betrieb) |                     | Mine de Boularic S. 67    | 1560–1700 m              |
| Betriebs-/Güterbahnhof Streckenanfang (Strecke außer Betrieb) · U-Bahn-Betriebs-/Güterbahnhof Streckenende (Strecke außer Betrieb) | 11,2                | Port d’Orle Frankreich    | 2330 m                   |
| Grenze (Strecke außer Betrieb) |                     | Grenze                    | Grenze                   |
| Betriebs-/Güterbahnhof Streckenende (Strecke außer Betrieb) | 14,2                | Mine de Fourcaye Spanien  | Mine de Fourcaye Spanien |

Die Decauville-Bahn im Vallée d’Orle war eine etwa 9 km lange Feldbahn mit einer Spurweite von 600 mm an der französisch-spanischen Grenze bei Bonac-Irazein in den Pyrenäen.

## Streckenverlauf
Die Feldbahn begann in Artiguepla an der Talstation einer 1 km langen Schienenseilbahn, die von der Erzwäsche bei Lascoux in der Gemeinde Bonac-Irazein zur Bergstation Tuc de Lauzat führte. Die Bauarbeiten für die Schienenseilbahn wurden 1900 begonnen und im November 1902 abgeschlossen. S. 73
Von der Bergstation Tuc de Lauzat führte die mit Zugtieren betriebene 8 km lange Decauville-Bahn ohne nennenswerte Steigung durch acht Tunnel, von denen noch sechs begehbar sind, zum Standort La Hounta, in 1255 m Höhe.
Von dort führte eine 150 m lange Luftseilbahn zu den in einer Höhe von 1560 m bis 1700 m hoch gelegenen Stollen der Mine de Boularic. S. 67 u. 73 In Tuc de Lauzat  begann auch eine 2200 m lange Luftseilbahn zur Passhöhe Port d’Orle (spanisch: Pòrt d’Òrla) an der französisch-spanischen Grenze auf etwa 2330 m Höhe. Die Luftseilbahn wurde 1903 installiert und bereits 1904 stillgelegt.
In Spanien verband schließlich ein etwa drei Kilometer langes Feldbahnnetzwerk die Bergstation der Luftseilbahn mit dem Zinkbergwerk Mine de Fourcaye der Société des Mines de Montolieu.

## Geschichte
Ende des 19. Jahrhunderts löste die Entdeckung eines großen Vorkommens an silberhaltigem Bleierz und Zink in Fourcaye in Spanien umfangreiche Abbauarbeiten aus und erforderte den Transport des Erzes bis zur Erzwäsche. Am 17. Dezember 1907 wurde die Konzession von Orle per Dekret zugunsten der Société Anonyme de Montolieu für Blei, Zink, Kupfer, Silber und verwandte Metalle vergeben. S. 68 Bereits 1913 wurde die ursprüngliche Konzessionsfläche von 905 ha auf 400 ha verkleinert. Die kurze Betriebsdauer ist ein Anzeichen für eine misslungene Spekulation und ein vollkommenes Fiasko, da sich die Konzessionen in den wenigen schneefreien Sommermonaten nicht kosteneffektiv ausbeuten ließen.

## Nachgeschichte
- 21. September 1961: Umfirmierung zugunsten der Société Minière et Métallurgique de Peñarroya
- 1988: Peñarroya wird durch Fusion der Société Minière et Métallurgique de Peñarroya und der Nichteisenmetallsparte des deutschen Unternehmens Preussag zur Metaleurop SA.
- 5. Dezember 2001: Metaleurop SA reicht den Antrag auf endgültige Einstellung der Arbeiten ein
- 5. Juni 2002: Stillschweigendes Einverständnis, das Metaleurop die Durchführung der Sicherheitsarbeiten gestattet, ergänzt am 22. Oktober 2002 durch ein Schreiben des Präfekten des Departements Ariège, in dem einige Modalitäten für diese Arbeiten präzisiert werden.
- 20. Oktober 2003: Präfektoraler Erlass, der Metaleurop zur Einleitung der Sicherungsarbeiten auffordert
- Juni–Juli 2006: Ausführung der Sicherungsarbeiten
- 4. September 2007: Verzicht auf den Schürfrechtstitel[1] S. 68

## Erhaltene Reste am Wanderweg
Ruinen der Bergwerksgebäude, zahlreiche Metallelemente und die Spanngewichte der beiden Luftseilbahnen sind heute noch vorhanden und unter dichter Vegetation vergraben. Von der Feldbahn sind noch die Trasse, die Tunnel, wenige Gleisreste und etwa 20 Loren erhalten. Am Kopfende der Luftseilbahn befindet sich noch eine Winde mit zwei Trommeln und Führungsrollen.
Auf der Trasse der ehemaligen Feldbahn verläuft heute ein gelb-rot markierter Wanderweg für gut ausgerüstete und erfahrene Wanderer. Der Höhenunterschied beträgt 350 m und für mindestens einen der Tunnel ist eine Taschenlampe erforderlich.